# Константиновский сельсовет (Амурская область)
Константиновский сельсове́т — сельское поселение в Константиновском районе Амурской области.
Административный центр — село Константиновка.

## История
30 сентября 2005 года в соответствии с Законом Амурской области № 72-ОЗ муниципальное образование наделено статусом сельского поселения.

## Население
| 2002  | 2010  | 2011  | 2012  | 2013  | 2014  | 2015  |
| ----- | ----- | ----- | ----- | ----- | ----- | ----- |
| 5930  | ↘5329 | ↘5322 | ↘5304 | ↗5309 | ↗5321 | ↗5412 |
| 2016  | 2017  | 2018  | 2019  | 2020  | 2021  |       |
| ↘5383 | ↘5335 | ↘5296 | ↘5201 | ↘5197 | ↘4743 |       |

## Состав сельского поселения
| № | Населённый пункт | Тип населённого пункта       | Население |
| - | ---------------- | ---------------------------- | --------- |
| 1 | Константиновка   | село, административный центр | ↘4743     |